# Kanton Perpignan-5
Kanton Perpignan-5 (fr. Canton de Perpignan-5) je francouzský kanton v departementu Pyrénées-Orientales v regionu Languedoc-Roussillon. Tvoří ho jihozápadní část města Perpignan.